# مخطط قضباني

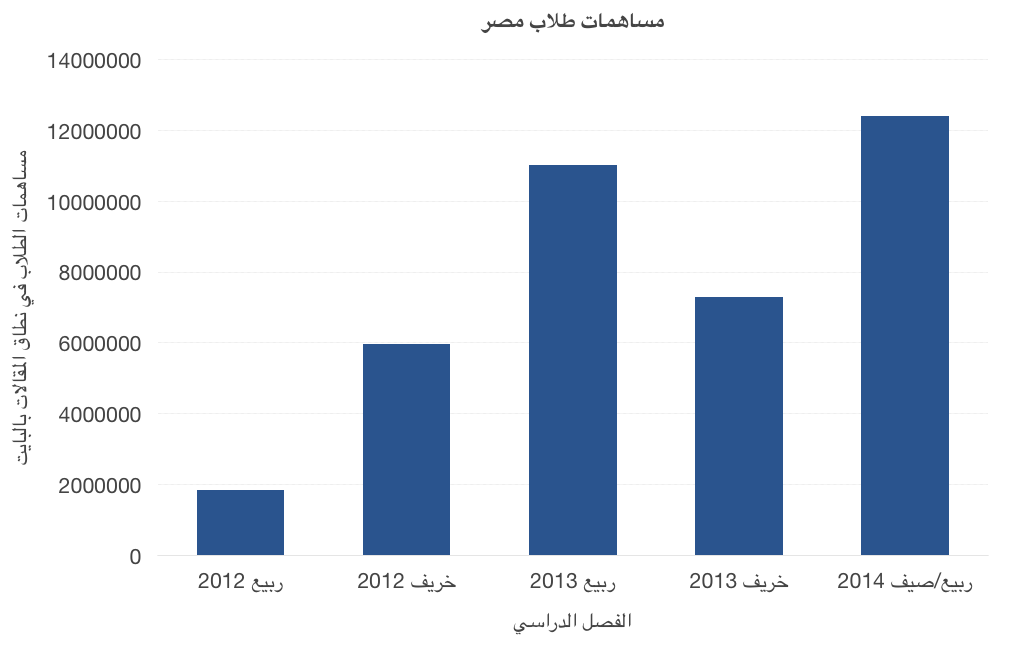
مخطط قضباني يبين حجم مساهمات الطلاب المصريين خلال عدة فترات وتسهل مقارنتها

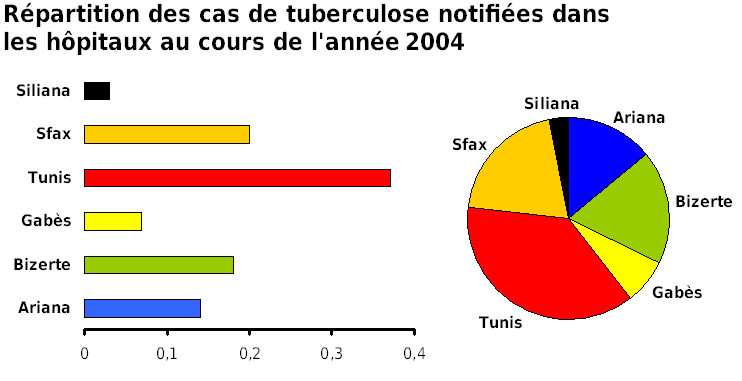
عدد حالات التدرن المسجلة بمشافي تونس حسب الولاية - مقدمة في شكل مخطط قضباني وأيضا في شكل مخطط دائري.

مخطط قُضباني أو مخطط أعمدة أو أعمدة بيانية (بالإنجليزية: Bar chart)‏ هو رسم بياني تمثّل فيه البيانات بقضبان مستطيلة طول كل منها يتناسب مع القيمة التي يمثلها. يستخدم المخطط القضباني للمقارنة بين قيمتين أو أكثر من القيم التي أخدت حسب زمن أو ظروف مختلفة (متغيرات منفصلة). يمكن أن يكون القضيب في المجموعات البيانية الصغيرة خطاً أفقياً أو يمكن أن يكون شاملاً لنقطة العرض. في المخطط القضباني تفصل فجوات بين الأشرطة المجاورة بخلاف المدرج التكراري (بالإنجليزية: Histogram)‏.